# Arrest Simmenthal II
Het arrest Simmenthal II is een uitspraak van het Hof van Justitie van de Europese Gemeenschappen van 9 maart 1978 (zaak 106/77), welke van belang is voor de inroepbaarheid van voorrang genietend Europees recht voor een nationale rechter.

## Casus en procesverloop
De N.V. Simmenthal, gevestigd te Monza, importeert rundvlees van Frankrijk naar Italië en moet betalen voor een veterinaire keuring aan de grens. Deze controles zijn gebaseerd op Italiaanse wetgeving en in strijd met artikel 12 EEG-verdrag (thans art. 30 VwEU). Simmenthal vordert voor de Italiaanse rechter terugbetaling van de onterecht geheven heffingen. In het arrest Simmenthal I heeft het Hof deze gang van zaken gekwalificeerd als "heffingen van gelijke werking", derhalve in strijd met artikel 12 EEG-verdrag. De Italiaanse minister van Financiën heeft vervolgens aangevoerd, dat een lagere rechter (in dit geval het Italiaanse Hof) een nationale wet pas buiten toepassing mag laten, wanneer deze door het hoogste nationale constitutionele hof ongeldig verklaard is.

## Rechtsvraag
Als een bepaling van nationale wetgeving in strijd is met voorrang genietend Europees recht, mag een lagere nationale rechter die bepaling dan buiten toepassing laten of moet hij afwachten tot het eigen constitutionele hof die bepaling voor ongeldig heeft verklaard?

## Uitspraak
Het Hof bevestigde het in het arrest Costa/ENEL geïntroduceerde voorrangsbeginsel en voegde daaraan toe, dat dit beginsel niet verminderd zou mogen worden door nationale bepalingen die de primaire rechter op nationaal niveau het recht zou ontzeggen nationale wetgeving buiten toepassing te laten wegens voorrang van Europees recht. Het Hof verklaarde voor recht:

[dictum] De nationale rechter, belast met de toepassing, in het kader zijner bevoegdheid, van de bepalingen van het gemeenschapsrecht, is verplicht zorg te dragen voor de volle werking der normen, daarbij hij zo nodig, op eigen gezag, elke strijdige bepaling van de – zelfs latere – nationale wetgeving buiten toepassing latende, zonder dat hij de voorafgaande opheffing hiervan via de wetgeving of enige andere constitutionele procedure heeft te vragen of af te wachten.

## Betekenis
Het arrest Simmenthal II vormt een bevestiging van het beginsel van directe werking uit het Van Gend en Loos-arrest en het beginsel van voorrang uit het arrest Costa/ENEL. Het nieuwe element van Simmenthal II is, dat expliciet wordt gesteld dat ook een lagere nationale rechter nationale wettelijke bepalingen reeds buiten toepassing moet laten, indien deze strijdig zijn met voorrang genietend Europees recht.